# یواس‌اس بینویل
یواس‌اس بینویل (به انگلیسی: USS Bienville) یک کشتی بود که طول آن ۲۵۳ فوت (۷۷ متر) بود. این کشتی در سال ۱۸۶۰ ساخته شد.